# La princesa de los Ursinos
La princesa de los Ursinos es una película histórica española de 1947 dirigida por Luis Lucia y protagonizada por Ana Mariscal. Fue hecha en CIFESA, el estudio más grande de España en los años 40. La película está basada en acontecimientos reales que tuvieron lugar durante el reinado de Felipe V de España.

## Resumen
El rey Sol de Francia encarga a la princesa de los Ursinos la misión de recordarle a su nieto Felipe V de España que es francés antes que español. El cardenal Portocarrero, viendo sus intenciones, le pide al señor Carvajal que la vigile. La princesa acabará enamorándose de España y de su vigilante.
Cuando estalle la guerra de sucesión española y el Archiduque de Austria lance un ataque contra España la princesa pedirá ayuda al rey Sol.

## Reparto
| - Ana Mariscal es Ana María de la Tremouille. - Fernando Rey es Felipe V. - Juan Espantaleón es el Cardenal Portocarrero. - Eduardo Fajardo es Capitán emisario. - José Isbert es Maese Pucheros. - María Isbert es Lidia. - Mariano Alcón es el Secretario de Goncourt. - Mariano Asquerino es Torcy. - Julio Rey de las Heras es Ministro. - Manuel Dicenta es Capitán. - Adriano Domínguez es Jefe de corchetes. - Luis García Ortega es Conde de la Vega. | - César Guzmán - José Jaspe es Truhan. - José María Lado es Embajador Goncourt. - Arturo Marín es D'Armegnon. - Julia Pachelo es Dama. - José Prada es Ortuzar. - Manuel Requena es Ventero. - Roberto Rey es Luis Carvajal. - Santiago Rivero es Souville. - Conrado San Martín es Capitán de frontera. - Pilar Santisteban es La reina. - Isidro Sotillo es Secretario del cardenal. |

## Premios
Tercera edición de las Medallas del Círculo de Escritores Cinematográficos
| Categoría      | Nominados      | Resultado |
| -------------- | -------------- | --------- |
| Mejor película | Mejor película | Ganadora  |
| Mejor guion    | Carlos Blanco  | Ganador   |